# Бечей (община)
Общи́на Бечей (серб. Општина Бечеј) — община в Сербії, в складі Південно-Бацького округу автономного краю Воєводина. Адміністративний центр общини словаків у Воєводині — містечко Бечей.

## Населення
Згідно з даними перепису 2007 року в общині проживало 13 418 осіб, з них:
- мадяри — 17 309 — 46,34%
- серби — 15 451 — 41,37%
- роми — 842 — 2,25%

Решту жителів  — зо два десятка різних етносів, зокрема: югослави, чорногорці, бунєвці, німці і кілька десятків русинів-українців.
| Рік  | Населення, люд. |
| ---- | --------------- |
| 1991 | 43 758          |
| 2001 | 41 146          |
| 2002 | 40 928          |
| 2003 | 40 580          |
| 2004 | 40 238          |
| 2005 | 39 912          |
| 2006 | 39 597          |
| 2007 | 39 317          |

## Населені пункти

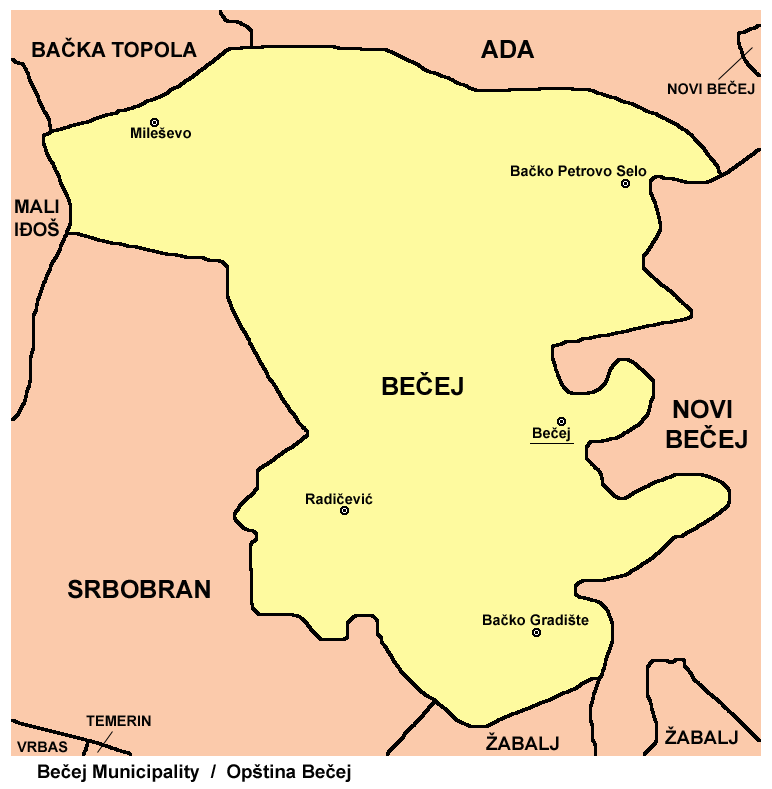

Община утворена з 5 населених пунктів (з них 1 місто — центр общини):
| Населений пункт    | Сербська назва (cirill) | Угорська назва (latin) | Населення (2011) |
| ------------------ | ----------------------- | ---------------------- | ---------------- |
| Бачко-Градиште     | Бачко Градиште          | Bácsföldvár            | 5 110            |
| Радичевич          | Радичевић               | Csikériapuszta         | 1 087            |
| Мілешево           | Милешево                | Drea                   | 909              |
| Бачко-Петрово-Село | Бачко Петрово Село      | Péterréve              | 6 350            |
| Бечей              | Бечеј                   | Óbecse                 | 23 895           |